# Mr. Olympia

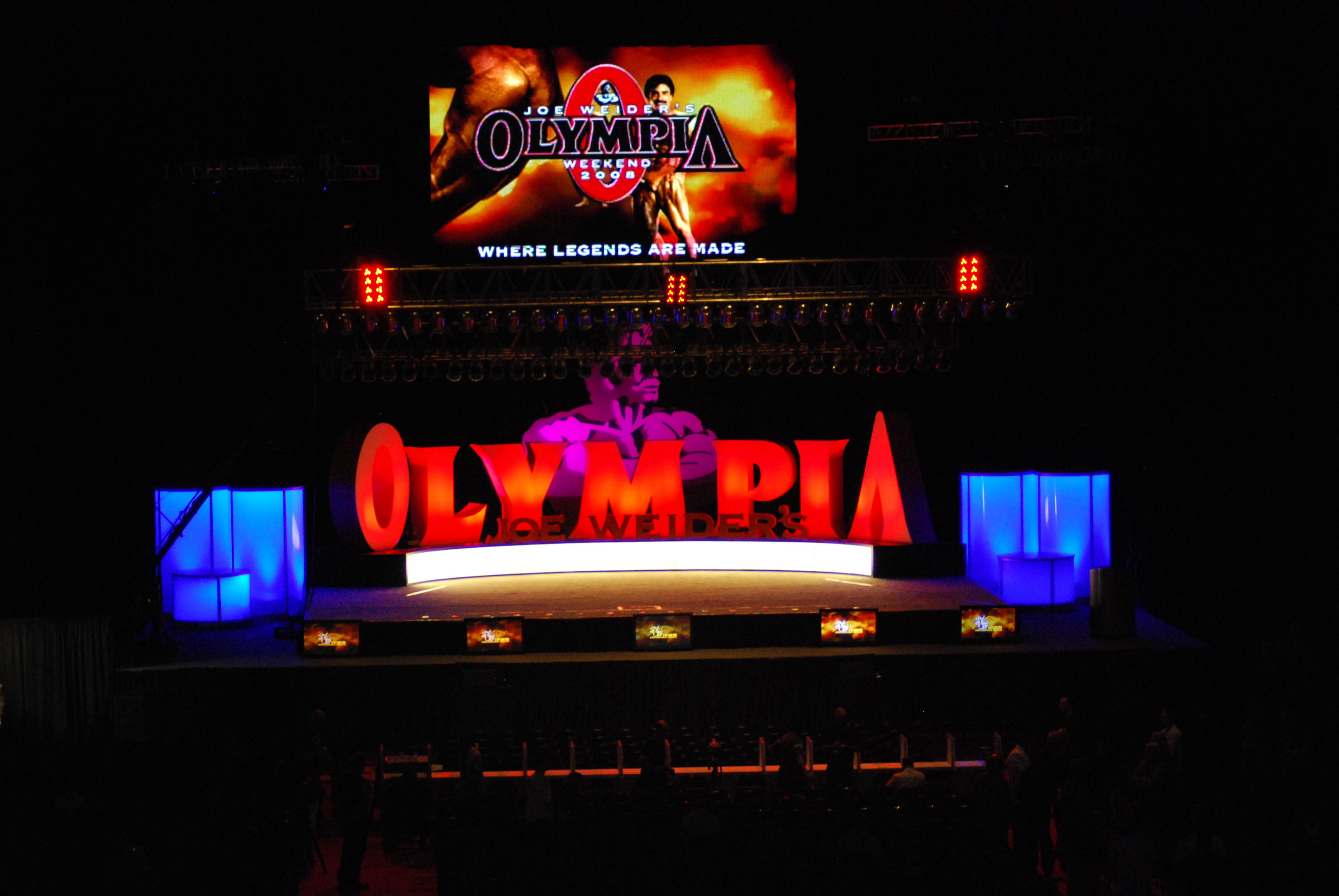
Sân khấu Mr. Olympia năm 2008

Danh hiệu được trao cho người chiến thắng trong cuộc thi thể dục thể hình chuyên nghiệp dành cho nam, diễn ra ở Joe Weider's Olympia Fitness & Performance Weekend-một cuộc thi thể dục thể hình quốc tế được tổ chức hàng năm bởi Liên đoàn Thể dục thể hình Quốc tế (IFBB). Joe Weider tổ chức cuộc thi này nhằm mục đích tạo động lực cho những người đã chiến thắng trong cuộc thi Mr. Universe trong việc luyện tập và có thể kiếm tiền. Sự kiện Mr. Olympia đầu tiên được tổ chức vào ngày 18/9/1965 tại Nhạc viện Brooklyn, với người chiến thắng là Larry Scott, cũng đồng thời dành chiến thắng vào năm tiếp theo.
Kỷ lục về số lần chiến thắng đang là 8, thuộc về Lee Haney (1984˗1991) và Ronnie Coleman (1998-2005). Danh hiệu của năm nay đang nằm trong tay Samson Dauda.
Bộ phim Pumping Iron (1977) kể về quá trình chuẩn bị cho cuộc thi năm 1975 tại Pretoria, Nam Phi đã trở thành bước đệm cho sự nghiệp diễn xuất của Arnold Schwarzenegger và Lou Ferrigno sau này.
Mr. Olympia, cùng với Ms. Olympia, Fitness Olympia và Figure Olympia là bốn sự kiện được tổ chức vào cùng một cuối tuần. Sự kiện Master Olympia được tổ chức từ 1994 đến 2003, và thêm một lần nữa vào năm 2012.
Vào năm 2016 là sự xuất hiện của hạng mục mới mang tên Classic Physique, với nhà vô địch đầu tiên là Danny Hester.
Vào năm 2019, hạng mục mới mang tên Wheelchair Olympia xuất hiện.

## Lịch sử

### Thập niên 60
Danh hiệu 65 và 66 được trao cho Larry Scott, một bodybuilder nổi tiếng đương thời. Ông giã từ sự nghiệp sau chức vô địch năm 66, và chính thức trở thành nhà vô địch toàn thời gian của cuộc thi này.
Harold Poole hiện đang là người nắm giữ hai kỷ lục của cuộc thi này: một là thí sinh trẻ nhất lịch sử, khi ông tham gia sự kiện năm 1965 ở độ tuổi 21; và hai là thí sinh duy nhất tham gia tranh tài tại cả ba kỳ Mr. Olympia đầu tiên. Ông đồng thời là á quân của hai mùa đầu tiên.

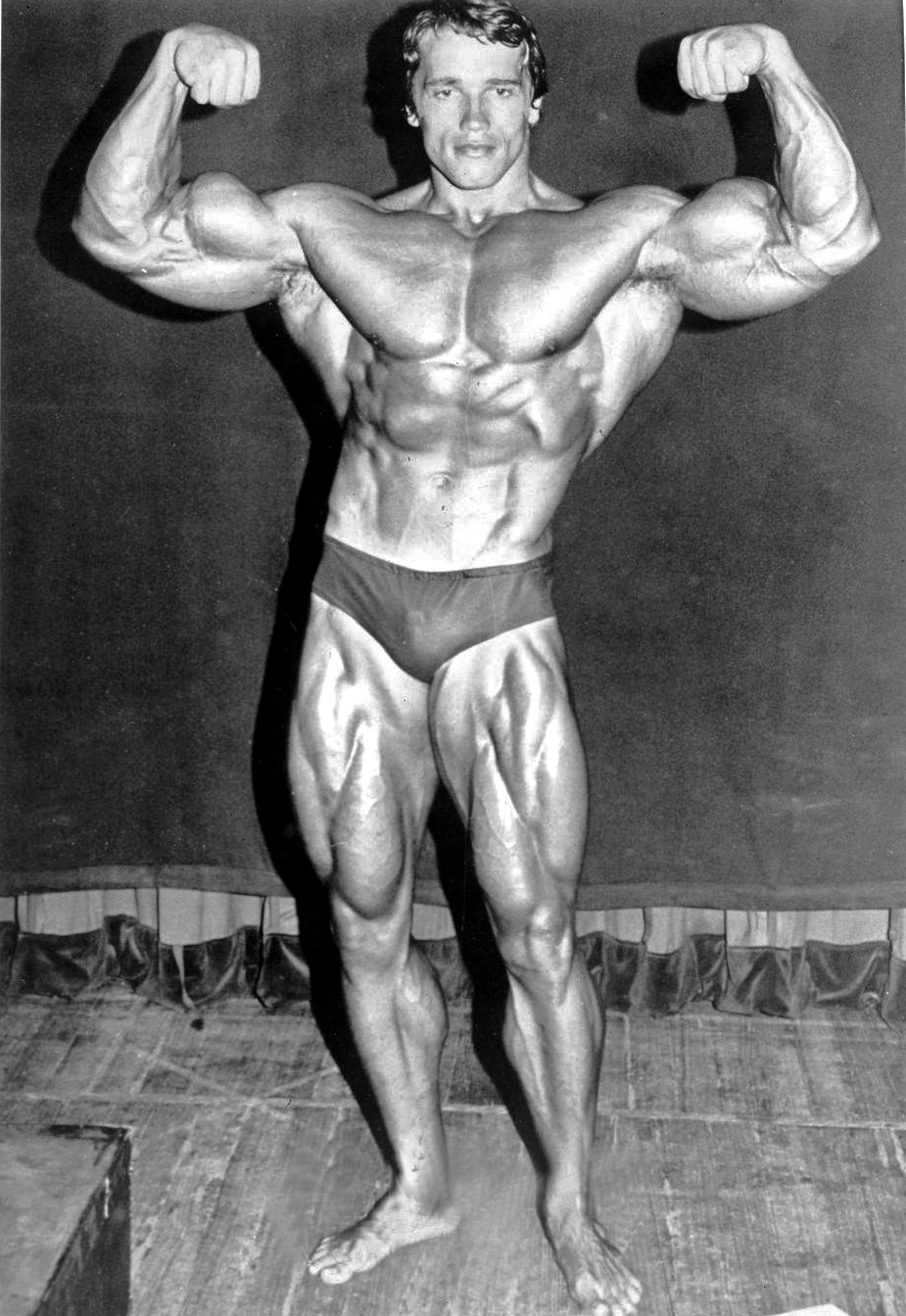
Arnold Schwarzenegger

Danh hiệu năm 1967, được trao cho Sergio Olivia, đã mở ra một kỷ nguyên mới cho các cuộc thi thể dục thể hình. Với chiều cao 5 ft 10 ins và cân nặng 240 lbs, Olivia, biệt danh "Thần thoại", đã trình làng một tỉ trọng cơ và một hình thể chưa từng có, gồm cả dáng chữ V tạo thành từ phần thân trên nở nang và hẹp dần xuống phần eo. Ông tiếp tục bảo vệ thành công danh hiệu đến năm 1969 (với chiến thắng tuyệt đối năm 1968) sau khi đánh bại Arnold Schwarzengger với bốn trên ba phần thi. Đây cũng là thất bại duy nhất của Arnold Schwarzenegger trong sự nghiệp tranh tài tại Mr. Olympia.

### Thập niên 70
Schwarzenegger đánh bại Olivia vào năm 1970 sau khi đã về nhì ở mùa giải trước đó, và đồng thời giành luôn chiến thắng vào năm 1971 với tư cách thí sinh duy nhất. Ông một lần nữa đánh bại Olivia vào năm 1972, và chinh phục liên tiếp ba kì giải tiếp theo, bao gồm cả kì giải năm 1975, thứ được lựa chọn làm tư liệu cho bộ phim Pumping Iron năm 1977, nơi quy tụ nhiều tên tuổi của làng thể dục thể hình thế giới như Lou Ferrigno, Serge Nubret, và đặc biệt là Franco Columbu, người đã giành chức vô địch ở hai kì giải 1976 và 1981.
Trong giai đoạn 1974-1979, một hệ thống phân loại mới đã được thêm vào, theo đó các thí sinh được phân thành hai tiêu chí: Hạng nặng (hạng cân trên 200 lbs) và Hạng nhẹ (hạng cân dưới 200 lbs). Người chiến thắng ở mỗi hạng mục sau đó sẽ thi với nhau để tìm ra người chiến thắng chung cuộc.
Sau khi giành chiến thắng tại sự kiện năm 1975, Schwarzenegger đã tuyên bố gia từ sự nghiệp thi đấu thể hình chuyên nghiệp của mình. Điều này cũng đã được khắc họa rõ nét trong bộ phim Pumping Iron.

Frank Zane

Frank Zane giành chiến thắng tại kì giải 1977, 1978 và 1979. Sở hữu một tỉ trọng cơ không tài nào sánh được so với những người tiền nhiệm như Schwarzenegger, Olivia hay Ferrigno, Zane đã tập trung phát triển vóc dáng của mình nhằm làm tôn lên vẻ đẹp của một hình thể mang tính đối xứng cao. Nhờ đó, ông đã đánh bại những đối thủ với tỉ trọng cơ bắp vượt trội nhưng lại thiếu đi độ sắc nét cần thiết.
Năm 1977 là năm đầu tiên chiếc cúp Sandow được trao.

### Thập niên 80
Nâm 1980, sau 5 năm gián đoạn, Schwarzenegger quay trở lại và giành thêm một danh hiệu Mr. Olympia về cho mình. Schwarzenegger (được cho là đang trong giai đoạn chuẩn bị cho dự án Conan) là một sự tham gia vào phút chót, khiến cho tất cả đối thủ đều cảm thấy bất ngờ. Danh hiệu (thứ bảy) này của ông gây ra nhiều tranh cãi khi mà toàn bộ đối thủ cũng như giới quan sát đều nhận thấy rằng ông yếu kém cả về mặt tỉ trọng cơ và điều kiện thể chất để mà có thể vượt qua cả Chris Dickerson lẫn Mike Mentzer. Đã có một vài vận động viên tuyên bố tẩy chay cuộc thi vào kì giải tiếp theo, còn Mentzer thì tuyên bố giã từ sự nghiệp.
Trong kì giải tiếp theo, Franco Columbu giành được danh hiệu thứ hai trong sự nghiệp của mình. Năm 1982, Chris Dickerson giành được danh hiệu duy nhất trong sự nghiệp, đồng thời ông cũng trở thành người đồng tính công khai đầu tiên giành được danh hiệu này. Năm 1983, Samir Bannout giành được danh hiệu duy nhất trong sự nghiệp của mình, để rồi Lee Haney mở màn cho chuỗi tám danh hiệu liên tiếp của mình vào một năm sau đó.

### Thập niên 90
Sau khi giành được danh hiệu vào năm 1991, Haney tuyên bố từ giã sự nghiệp thi đấu thể dục thể hình.
Dorian Yates, sau khi đã đứng hạng nhì trong kì giải năm đó cũng đã có được chuỗi sáu chiến thắng liên tiếp từ 1992 đến 1997. Dorian được vinh danh là người đã cách mạng hóa môn thể hình bằng việc kết hợp giữa một khối lượng lớn chưa từng thấy với một thứ được mệnh danh là "cứng như Granite".
Sau khi giành được danh hiệu năm 1997, Yates tuyên bố chia tay sự nghiệp thi đấu chuyên nghiệp sau một thời gian dài tích lũy chấn thương. Tại thời điểm đó xuất hiện cái tên của Kenneth "Flex" Wheeler, người được cho là sẽ trở thành người kế vị xứng đáng, nhưng rồi Ronnie Coleman, người xếp hạng 9 tại kì giải 1997, đã trở lại và làm hết thảy phải bất ngờ khi giành lấy danh hiệu năm 1998, với một hình thể đã được cải thiện, và đồng thời cũng là sự mở màn cho chuỗi tám danh hiệu liên tiếp của mình.

### Thập niên 2000

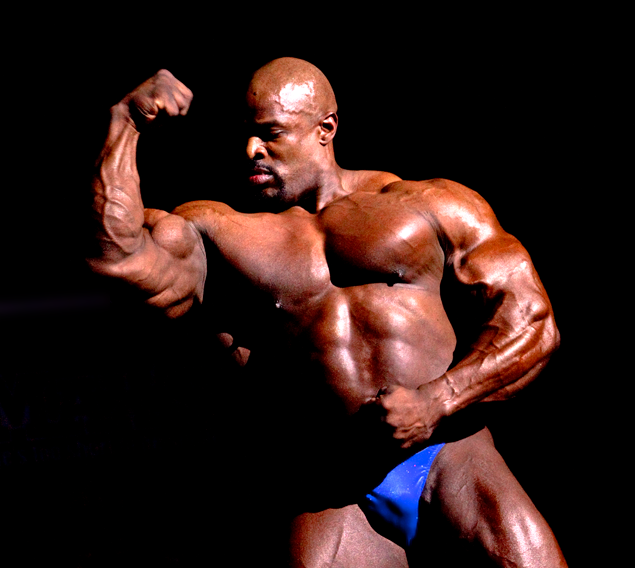
Ronnie Coleman

Ronnie Coleman đã giành được 8 danh hiệu Mr. Olympia liên tiếp, qua đó san bằng thành tích với Lee Haney. Ông trở lại vào năm 2006 với quyết tâm bảo vệ danh hiệu, nhưng rốt cuộc đã bị chặn lại bởi danh hiệu đầu tiên của Jay Cutler, người trước đó đã có bốn lần liên tiếp về nhì trước Coleman. Vào năm 2007, Cutler bảo vệ thành công danh hiệu, Coleman kết thúc kì giải tại vị trí thứ tư và đồng thời tuyên bố từ giã các cuộc thi. Năm 2008, Dexter Jackson đánh bại Jay Cutler và giành được danh hiệu. Năm 2009, Jay Cutler trở thành thí sinh thứ ba trong lịch sử (trước đó là Arnold Schwarzenegger và Franco Columbu) thành công trong việc giành lại danh hiệu, đồng thời cũng là người đầu tiên giành lấy nó từ tay đương kim vô địch Dexter Jackson (xếp hạng 3 chung cuộc).

### Thập niên 2010
Trong năm 2010, Cutler giành được danh hiệu thứ tư của mình, qua đó trở thành thí sinh thứ năm trong lịch sử sở hữu trên ba danh hiệu. Năm 2011, Phil Heath đánh bại Cutler, mở màn cho chuỗi danh hiệu kéo dài đến năm 2018. Trong giai đoạn 2012-2014, Mr. Olympia trở thành cuộc đua song mã giữa Kai Greene và Heath, trong đó Heath luôn giành được phần thắng. Heath giành được danh hiệu thứ 6 liên tiếp vào năm 2016, trong khi đó Greene đã không tham dự cả hai kì giải 2015 và 2016. Nhà vô địch năm 2008 Dexter Jackson giành lấy ngôi vị á quân của kì giải 2015, và trong năm tiếp theo ngôi vị đó thuộc về Shawn Rhoden. Năm 2017, Heath giành được danh hiệu thứ 7 liên tiếp của mình, trong khi vị trí thứ hai thuộc về Mamdouh "Big Ramy" Elssbiay. Danh hiệu này cũng giúp Heath san bằng thành tích của Arnold Schwarzenegger với tư cách là người đăng quang nhiều thứ hai trong lịch sử, xếp sau thành tích 8 lần đăng quang cùng được sở hữu bởi Lee Haney và Ronnie Coleman. Trong năm 2018, Shawn Rhoden đã cắt đứt mạch chiến thắng của Phil Heath kéo dài từ năm 2011. Danh hiệu của kì giải 2019 thuộc về Brandon Curry, với sự vắng mặt của cả hai nhà cựu vô địch Phil Heath và Shawn Rhoden. Phil Heath tham dự kì giải 2020 với hy vọng giành lấy danh hiệu thứ 8, nhưng thay vào đó đã phải chứng kiến Big Ramy giành được danh hiệu đầu tiên của mình.

## Phân loại thí sinh
Các thí sinh của mỗi kì giải là những người có thứ hạng cao nhất tại những cuộc thi vòng loại, và sẽ được lựa chọn bởi chính IFBB. Vòng đấu loại của mỗi kì giải thường kéo dài từ đầu năm và sẽ kết thúc vài tháng trước khi kì giải chính thức bắt đầu. Chiểu theo bộ quy tắc mới ban hành năm 2019, các thí sinh sẽ được coi là đủ điều kiện tham dự nếu đáp ứng một trong các tiêu chí sau:
- Xếp hạng 5 ở kì giải trước đó trong hạng mục đã đăng kí
- Giành chiến thắng tại bất cứ cuộc thi vòng loại nào
- Đứng trong tốp 3 thí sinh giành được tổng điểm cao nhất trong số những người xếp từ hạng 2 tới hạng 5 tại các cuộc thi vòng loại

Đối với mỗi hạng mục nhất định trong tổng số hơn 25 cuộc thi vòng loại, luật thi đấu sẽ có đôi chút khác biệt. Quyền tham dự đặc cách cũng được áp dụng đối với 3 đối tượng khác, bao gồm người chiến thắng của kì giải trước đó, người chiến thắng của mỗi cuộc thi vòng loại, cùng với 5 người sở hữu tổng điểm cao nhất.
IFBB Professional League cũng rất thận trọng trong việc lựa chọn các thí sinh với vai trò khách mời cho mỗi kì giải.